# Nationale 1 2018-2019 (hockey su pista)
Il Nationale 1 2018-2019 è stata la 103ª edizione del torneo di primo livello del campionato francese di hockey su pista; fu disputato dal il 29 settembre 2018 e il 1º giugno 2019. Il titolo fu aggiudicato al Quévert, al suo undicesimo titolo.

## Stagione

### Formula
Il Nationale 1 2018-2019 vide ai nastri di partenza dodici club; la manifestazione fu organizzata con un girone all'italiana, con gare di andata e ritorno per un totale di ventidue giornate: erano assegnati tre punti per l'incontro vinto, un punto a testa per l'incontro pareggiato e zero la sconfitta. Al termine della stagione regolare la vincitrice venne proclamata campione di Francia. Le squadre classificate dall'undicesimo al dodicesimo posto retrocedettero direttamente in Nationale 2, il secondo livello del campionato.

## Classifica finale
|                    | Pos. | Squadra         | Pt | G  | V  | N | P  | GF  | GS  | DR  |
| ------------------ | ---- | --------------- | -- | -- | -- | - | -- | --- | --- | --- |
| Francia (bandiera) | 1.   | Quévert         | 57 | 22 | 19 | 0 | 3  | 111 | 57  | +54 |
|                    | 2.   | SCRA Saint-Omer | 53 | 22 | 17 | 2 | 3  | 104 | 56  | +48 |
|                    | 3.   | La Vendéenne    | 52 | 22 | 17 | 1 | 4  | 101 | 67  | +34 |
|                    | 4.   | Coutras         | 32 | 22 | 10 | 2 | 10 | 90  | 80  | +10 |
|                    | 5.   | Ploufragan      | 32 | 22 | 10 | 2 | 10 | 79  | 89  | -11 |
|                    | 6.   | Nantes          | 31 | 22 | 9  | 4 | 9  | 85  | 84  | +1  |
|                    | 7.   | Mérignac        | 27 | 22 | 8  | 3 | 11 | 75  | 86  | -11 |
|                    | 8.   | Poiré Roller    | 23 | 22 | 7  | 2 | 13 | 86  | 92  | -6  |
| [ 1 ]              | 9.   | Lione           | 23 | 22 | 7  | 2 | 13 | 77  | 91  | -14 |
|                    | 10.  | Noisy-le-Grand  | 23 | 22 | 7  | 2 | 13 | 76  | 97  | -21 |
|                    | 11.  | Ergué-Gabéric   | 17 | 22 | 4  | 5 | 13 | 65  | 111 | -46 |
|                    | 12.  | Crehen          | 12 | 22 | 3  | 3 | 16 | 65  | 103 | -38 |

Legenda:
  Vincitore della Coppa di Francia 2018-2019.
      Campione di Francia e ammessa all'Eurolega 2019-2020.
      Ammesse all'Eurolega 2019-2020.
      Ammesse alla Coppa WSE 2019-2020.
      Retrocesse in Nationale 2 2019-2020.
Note:
Tre punti a vittoria, uno a pareggio, zero a sconfitta.